# Beatrice Krauss
Beatrice Hilmer Krauss (* 4. August 1903 in Honolulu, Vereinigte Staaten; † 5. März 1998 ebenda) war eine US-amerikanische Botanikerin und Hochschullehrerin. Sie war eine Ethnobotanikerin, die sich dem Studium hawaiianischer Pflanzen und deren traditioneller Verwendung widmete. In den 1970er Jahren arbeitete sie als wissenschaftliche Mitarbeiterin und Dozentin am Lyon Arboretum und begann 1975 mit der Arbeit am Hawaiian Ethnobotany Garden.

## Leben und Werk

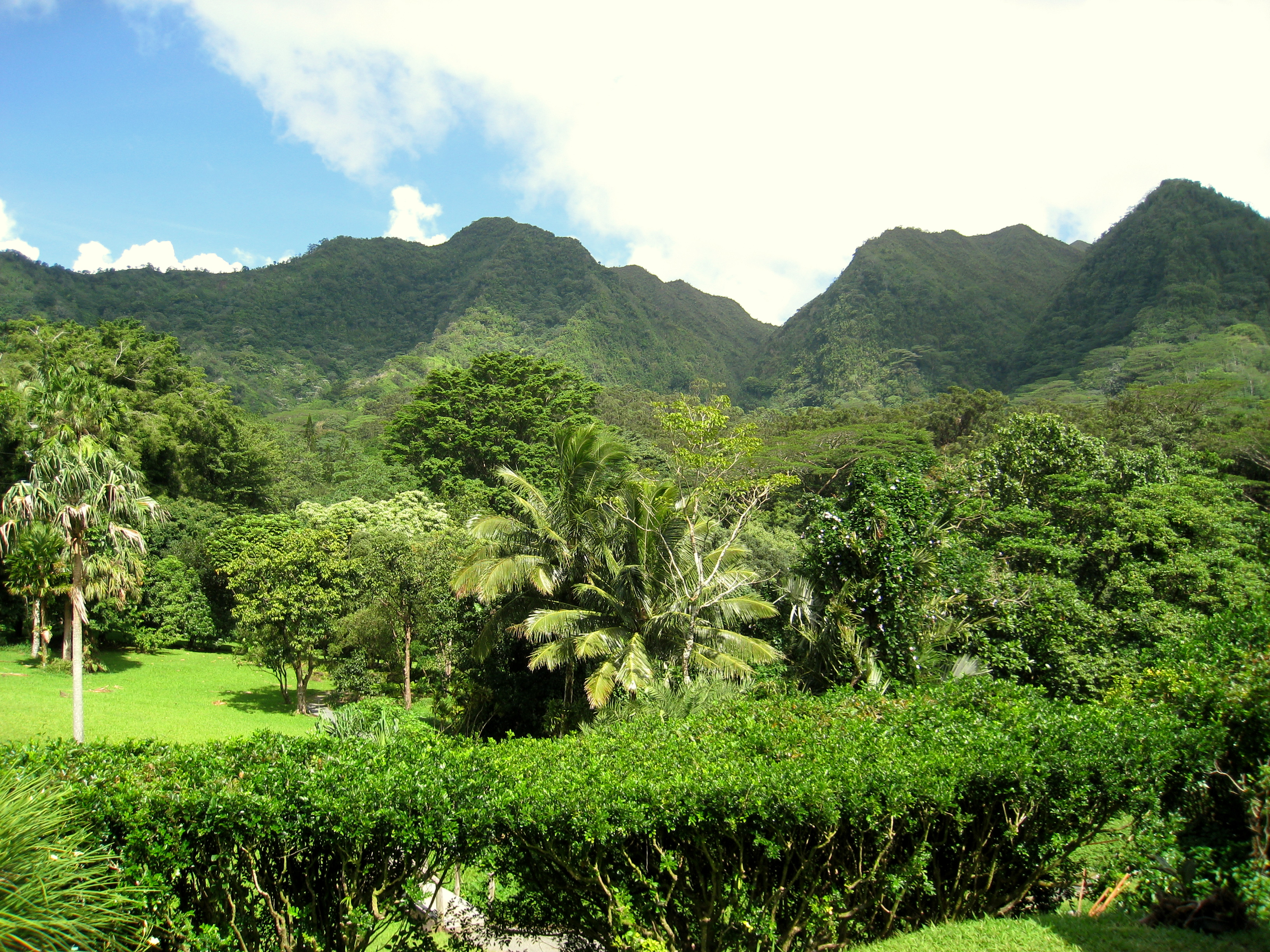
Lyon Arboretum, Oahu, Hawaii, USA, 2008

Krauss war die zweite Tochter von vier Kindern von Frederick Krauss und Elizabeth Hilmer, die als Deutschamerikaner aus San Francisco nach Hawaii ausgewandert waren. Als sie geboren wurde, war ihr Vater Lehrer an den Kamehameha-Schulen und lehrte später als Agrarwissenschaftler am College of Hawaii. Der erste Treueeid, der die Loyalität der Deutschamerikaner betraf, wurde während des Ersten Weltkriegs und einer Zeit weit verbreiteter antideutscher Stimmungen durchgesetzt. Ihre Familie sprach zu Hause Deutsch und lebte zu dieser Zeit auf Maui. Ihr Vater musste wiederholt nach Honolulu reisen, um zu versichern, dass sie keine deutschen Spione waren, und musste seine Loyalität gegenüber den Vereinigten Staaten bekunden.
Sie wuchs in Honolulu auf und zog 1912 mit ihrer Familie nach Maui. Dort absolvierte sie die Punahou-Schule. Nach ihrer Rückkehr nach Honolulu schrieb sie sich an der University of Hawaiʻi at Mānoa ein, wo sie ihren Bachelor- und Master-Abschluss machte. Sie war die erste Frau, die an der University of Hawaiʻi at Mānoa einen Abschluss in Landwirtschaft erhielt. 1927 verbrachte sie ein Studienjahr an der Humboldt-Universität zu Berlin und 1939 arbeitete sie an der Cornell University. 1930 promovierte sie mit der Dissertation The Transpiration of Pineapple Plants (Ananas sativus).
Kurz nach ihrem Abschluss wurde sie als stellvertretende Pflanzenphysiologin und einzige Frau am Pineapple Research Institute in Honolulu eingestellt. Sie reiste ein Jahr lang ins Ausland, unter anderem auf die Kanarischen Inseln, wo sie den Ananasanbau studierte, und verbrachte zweieinhalb Monate auf den Azoren, da die Dampfschiffe bei Ausbruch des Zweiten Weltkriegs in Europa ihre regulären Fahrten einstellten. 1939 kehrte sie an Bord der Lurline nach Honolulu zurück.
Nach 15 Jahren Forschung am Pineapple Research Institute wurde sie zur Professorin befördert. Sie forschte zu der Verwendung von Phytohormonen und steigerte dadurch den Nährwert, die Qualität und die Produktivität mehrerer Ananassorten. Sie veröffentlichte zahlreiche wissenschaftliche Arbeiten zur Ananasforschung.
An der University of Hawaiʻi at Mānoa unterrichtete sie Ethnobotanik. Sie erhielt kein Gehalt für ihre Lehrtätigkeit, weil sie sich weigerte, den obligatorischen Treueeid zu unterschreiben, eine Anforderung, die 1941 zu Beginn des Zweiten Weltkriegs zum zweiten Mal eingeführt worden war, als die Loyalität der Bewohner Hawaiis japanischer Abstammung in Frage gestellt wurde.
Offiziell ging sie 1968 in den Ruhestand, nachdem sie 42 Jahre lang am Pineapple Research Institute gearbeitet hatte. Sie arbeitete weiterhin sechs Jahre lang in der Botanikabteilung der Universität von Hawaii, wo sie lehrte und forschte. Sie forschte zur Ethnobotanik der Hawaiianer und veröffentlichte Broschüren, Monographien und Artikel für wissenschaftliche Zeitschriften zu diesem Thema.

## Opposition gegen den Smith Act
1948 war Krauss eine von vier Personen, die zur Verteidigung von John Reinecke und seiner Frau Aiko (geb. Tokimasa) aussagten, die beschuldigt wurden, Kommunisten zu sein. Die Schule forderte die Entlassung von ihm und seiner Frau und wollte ihnen die Lehrbefugnis entziehen. Krauss erklärte, dass ihre Überzeugungen, selbst wenn sie Kommunisten seien, nichts mit ihren Fähigkeiten als Lehrer zu tun hätten. Auf die Frage, ob sie die Reineckes jemals gefragt habe, ob sie Kommunisten seien, erwiderte sie: „Warum sollte ich?“
1953 wurden Reinecke und sechs andere, darunter der Gewerkschaftsführer Jack Wayne Hall, nach dem Smith Act verurteilt, der es zu einer Straftat machte, den gewaltsamen Sturz der Regierung zu befürworten oder einer Gruppe anzugehören, die dies befürwortete. Sie wurden jeweils zu 5 Jahren Gefängnis und einer Geldstrafe von 5.000 Dollar verurteilt. Nach einer Berufung hob ein Bezirksgericht das Urteil jedoch auf. Krauss widersetzte sich dem gesamten Verfahren und protestierte dagegen.

## Einsatz für die Kultur Hawaiis
1973 leitete Krauss eine Gruppe, die versuchte, Gilmore Hall und benachbarte Bäume auf dem Universitätscampus vor dem Abriss zu retten. Obwohl sie dazu beitrug, das Gebäude in das Hawaiianische Register historischer Stätten aufzunehmen, wurde die Halle abgerissen, um Platz für ein neues Kunstgebäude zu schaffen. Ein Balbao-Baum wurde gerettet, nachdem Krauss sich Berichten zufolge aus Protest daran gekettet hatte.
Krauss initiierte das Mānoa History Project, aus dem das Buch Mānoa, The Story of a Valley  hervorging, eine umfangreiche Sammlung primären Quellenmaterials von langjährigen Bewohnern des Tals.

## Das Lyoner Arboretum
Von 1974 bis 1992 arbeitete Krauss am Lyon Arboretum, einem Forschungskomplex der Universität von Hawaii, wo sie Lehrseminare zur Geschichte des Mānoa-Tals und zur Ethnobotanik der indigenen Hawaiianer gab. Ihr zu Ehren gründete das Arboretum 1987 den Beatrice H. Krauss Hawaiian Ethnobotanical Garden, der die größte Sammlung hawaiianischer Kulturpflanzen auf O'ahu beherbergt.
Krauss starb 1998 im Alter von 94 Jahren.

## Ehrungen (Auswahl)
- 1985: Kukui O Lota Award, Moanalua Gardens Foundation[10]
- 1987: Das Lyon Arboretum weiht den Beatrice H. Krauss Hawaiian Ethnobotanical Garden ein[11]
- 1987: Ehrendoktorwürde der Humane Letters von der UH
- 1998: Krauss wird auf die Liste der lebenden Schätze Hawaiis gesetzt

## Veröffentlichungen (Auswahl)
- Native Plants Used in Medicine. Hawaiian Historical Society, 1979, ISBN 978-0681028104.
- Plants in Hawaiian Medicine. Bess Pr Inc, 2001, ISBN 978-1573061285.
- Plants in Hawaiian culture. University of Hawaii Press, Honolulu HI 1993, ISBN 0-8248-1225-5.
- Anatomy of the Vegetative Organs of the Pineapple Ananas comosus (L.) Merr.-Concluded. III. The Root and the Cork. Botanical Gazette. 110 (4), 1949, S. 550–587. doi:10.1086/335557